# Jakob Schøning

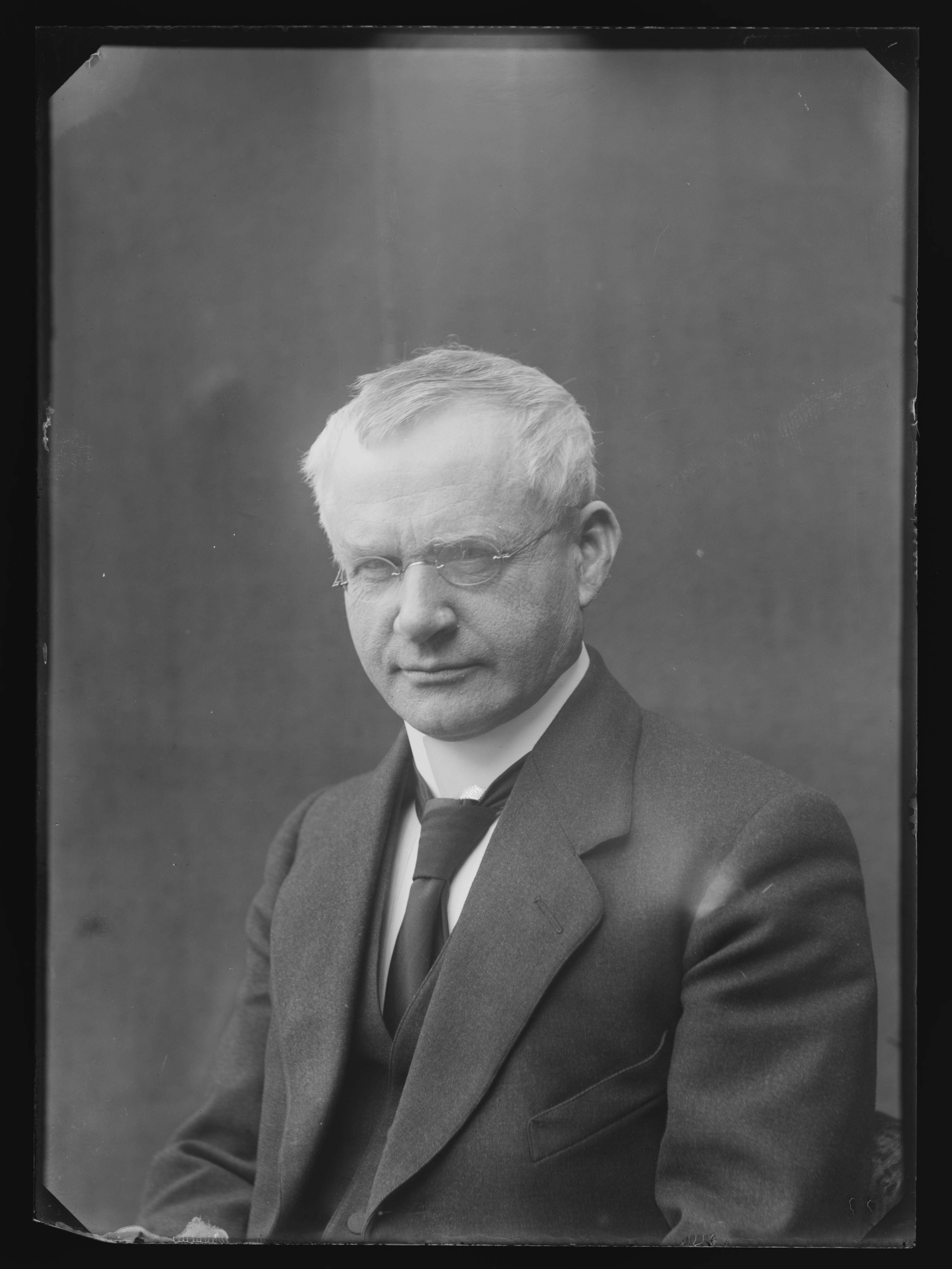
Jacob Marius Schøning

Jakob Marius Schøning, född 25 februari 1856 i Steigen, Nordlands amt, död 12 november 1934 i Oslo, var en norsk ämbetsman och politiker (Venstre). 
Schøning blev juris kandidat 1879, byråchef i marin- och postdepartementet 1885, var postmästare i Bergen 1889–1900 och postmästare i Kristiania 1901–1926. Åren 1895–1897 var han suppleant i Stortinget. Han var ledande inom Norges postväsen. Han var handelsminister och sedermera medlem av statsrådsavdelningen i Stockholm i Francis Hagerups andra ministär under tiden 22 oktober 1903 till den 11 mars 1905; att han och Christian Michelsen den 28 februari 1905 begärde sitt avsked, ledde till ministärens fall. Schøning var den drivande kraften i Norsk likbrændingsforening, som under hans ledning hade storartad framgång. Han tillhörde samma släkt som Gerhard Schøning och utarbetade Slægten Schøning 1599–1899 (1899).